# Бондаренко Ігор Миколайович
Ігор Миколайович Бондаренко — український хірург, онколог, доктор медичних наук (1998), професор, лауреат премій «Web of Science Award Ukraine» 2016 і 2018 років, завідувач кафедри онкології та медрадіології Дніпровського медичного університету.
Має високі наукометричні показники: індекс Гірша 32 у Scopus (8366 цитувань, 63 документів) і 46 у Google Scholar (18081 цитувань) (станом на травень 2018 року).